# Jan Paroubek
Jan Paroubek (* 28. května 1970) je český manažer, bývalý provozní ředitel drážních společnosti RegioJet a LEO Express, dále byl jednatelem společnosti National Express CZ. Od května 2016 pracuje jako ředitel Divize dopravních aplikací a technologií ve státním podniku Cendis, v říjnu 2019 byl pověřen řízením tohoto státního podniku.
Koncem osmdesátých let se stal zaměstnancem Československých státních drah. Pracoval v Depu kolejových vozidel Praha, mj. jako strojvůdce na rychlíkových lokomotivách řady 150.
V roce 1994 byl přijat ke studiu na pražském ČVUT, ještě před jeho dokončením přešel v roce 2000 z DKV Praha na generální ředitelství Českých drah. Zde pracoval na odboru kolejových vozidel hlavně jako specialista pro projekty v mezinárodním provozu. Od roku 2005 pracoval na odboru koncepce a strategie státní organizace Správa železniční dopravní cesty. V březnu 2005 se stal spolumajitelem a jednatelem společnosti STS CHVOJKOVICE BROD, PRAHA s.r.o., ve které působil celkem tři roky.
V září 2007 se stal manažerem ve společnosti Veolia Transport Česká republika, kde však setrval pouze několik měsíců. Rozhodl se pro návrat do Českých drah, kde 1. února 2008 nastoupil jako ředitel odboru kolejových vozidel. Ke stejnému datu nastoupil i tehdejší generální ředitel ČD Petr Žaluda. V srpnu 2008 byl pověřen vedením odklizovacích a nakolejovacích prací po tragickém železničním neštěstí ve Studénce.
V lednu 2009 nastoupil do společnosti Student Agency, o měsíc později se stal předsedou představenstva a provozním ředitelem její nově založené dceřiné společnosti RegioJet, která 26. září 2011 zahájila pravidelnou osobní dopravu na trasa Praha–Havířov.
Na konci září 2011, čtyři dny po zahájení provozu, dal ve firmě RegioJet výpověď. MF Dnes citovala zdroj, podle nějž příčinou odchodu byla nespokojenost s nesystémovými zásahy vedení a špatným systémem řízení, což však Paroubek na přímý dotaz odmítl komentovat. 10. listopadu 2011 pronikla do médií zpráva, že nastupuje do obdobné funkce ke konkurenčnímu dopravci LEO Express, kde měl rovněž připravit rozjezd linky Praha–Ostrava. Do firmy Leoše Novotného nastoupil k 1. prosinci 2011 na pozici provozního ředitele. Byl zodpovědný za realizaci projektu vlakové dopravy po stránce provozní, legislativní i personální.
Od ledna 2014 byl vedoucí české pobočky National Express, kde by měl připravit vstup tohoto britského dopravce na český trh. Vzhledem k nejisté situaci ohledně výběrových řízení na dopravní obslužnost v oblasti železniční dopravy v ČR se v roce 2016 rozhodla společnost National Express své aktivity v České republice ukončit. Druhým důvodem ukončení činnosti byl i neúspěch v odvolacím řízení po vítězném tendru v SRN na provozování vlaků systému S-bahn Nürnberg, kde měly být provozovány vlaky českého výrobce Škoda Transportation. Jan Paroubek byl vedoucím projektu dodávky těchto vozidel za National Express.
Od května 2016 pracuje Jan Paroubek jako ředitel Divize dopravních aplikací a technologií ve státním podniku Cendis, kde připravuje pro Ministerstvo dopravy ČR projekt centrálního nákupu kolejových vozidel a také projekt tarifní integrace.
Jan Paroubek byl také vicepresidentem České šipkové organizace a členem Sportovně disciplinární komise Unie šipkových organizací.